# Паранормална активност (филмова поредица)
Паранормална активност (на английски: Paranormal Activity) е американска хорър филмова поредица, съдържаща шест филма. Поредицата е базирана около различно семейство, което е преследвано от демон, който ги плаши и убива някои членове на семейството, както и случайни хора. Поредицата използва видеокамери, охранителни камери и други записващи устройства, представянето на филмите е като „намерени кадри“.

## Филми
| Филм                                                           | Премиера в САЩ      | Приходи         | Приходи      | Приходи      | Бокс офис място | Бокс офис място | Бюджет      | Източник |
| Филм                                                           | Премиера в САЩ      | Северна Америка | Света        | Общо         | Северна Америка | Света           | Бюджет      | Източник |
| -------------------------------------------------------------- | ------------------- | --------------- | ------------ | ------------ | --------------- | --------------- | ----------- | -------- |
| Паранормална активност                                         | 14 октомври 2007 г. | $107 918 810    | $85 436 990  | $193 355 800 | #486            |                 | $15 000     | [ 1 ]    |
| Паранормална активност 2                                       | 22 октомври 2010 г. | $84 752 907     | $92 759 125  | $177 512 032 | #687            |                 | $3 млн.     | [ 2 ]    |
| Паранормална активност 3                                       | 21 октомври 2011 г. | $104 028 807    | $103 011 037 | $207 039 844 | #514            | #528            | $5 млн.     | [ 3 ]    |
| Паранормална активност 4                                       | 19 октомври 2012 г. | $53 900 335     | $88 917 657  | $142 817 992 | #1,253          |                 | $5 млн.     | [ 4 ]    |
| Паранормална активност: Белязаните                             | 3 януари 2014 г.    | $32 462 372     | $58 442 482  | $90 904 854  | #2,142          |                 | $5 млн.     | [ 5 ]    |
| Паранормална активност: Призрачното измерение                  | 23 октомври 2015 г. | $18 300 124     | $59 799 429  | $78 099 553  | #3,288          |                 | $10 млн.    | [ 6 ]    |
| Общо                                                           | Общо                | $401 384 320    | $488 366 720 | $889 730 075 |                 |                 | $28 015 000 |          |
| - Тъмносивото символизира, че няма информация за дадения филм. |                     |                 |              |              |                 |                 |             |          |

## Римейк и видео игра

### Паранормална активност 2: Нощ в Токио
Японска версия продължение на Паранормална активност излиза през 2010 г. Проследява Харука Ямано, която катастрофира и чупи краката си. Тя живее при брат си и баща си, но когато бащата го няма, странни неща започват да се случват в къщата. По-късно става ясно, че Харука е убила обладаната Кейти и демона се е прехвърлил на нея.

### Видео игра
Игра със заглавие Paranormal Activity VR предстои да излезе през 2016 г. за PC, PS4, Xbox One и още платформи. Играта може да се играе и с Oculus Rift за Xbox и PlayStation VR.